# Àngela de Foligno
Angela de Foligno (Foligno, 1248 - 4 de gener de 1309) va ser una mística i terciària franciscana italiana, que va ser beatificada en 1693 pel Papa Innocenci XII i canonitzada pel Papa Francesc el 9 d'octubre de 2013.

## Biografia
Angela va néixer en una família de Foligno, es va casar a una edat primerenca i va passar una vida "salvatge, adúltera i sacrílega". Després d'una joventut, de la qual no sabem pràcticament cap detall, Angela es convertí a través d'una confessió al capellà del bisbe en una data que els estudiosos situen aproximadament en el 1285. Després de la mort del seu marit, els seus fills i la seva mare, va ingressar al Tercer Orde Franciscà el 1291 (una altra data hipotètica), vivint l'exemple de Francesc d'Assís en penitència i a la imitació radical de Jesucrist, especialment meditant la seva Passió, igual que Margherita da Cortona i, posteriorment, Camilla da Varano, o la germana clarissa Battista.
Àngela de Foligno va morir el 4 de gener de 1309, com està escrit en un dels diversos manuscrits del "Liber" i sempre va ser venerada amb el títol de Beata i Magistra Theologorum o Mestra de teòlegs, perquè a la vida al voltant de la seva s'havia recollit un Cenacle de fills espirituals, incloent a Ubertí de Casale. El seu cos descansa a Foligno a l'església de Sant Francesc i al santuari de Santa Angela.

## El Memorial i Instruccions
Per verificar les seves experiències místiques van començar a confiar en un germà A., parent seu i conseller espiritual (la tradició només posa la A., cridant-li germà Arnaldo). Va redactar un "Memorial", que es presentarà als experts, inclòs el cardenal Giacomo Colonna, que el va aprovar abans de 1297. Aquesta "autobiografia espiritual" mostra els «trenta passos» que l'ànima fa arribar a la comunió íntima amb Déu, a través de la meditació dels misteris de Crist, l'Eucaristia, temptacions i penitència.
El "Memorial" és la primera secció del que coneixem com Liber, publicada a l'edició crítica de Thier i Calufetti l'any 1985. La segona part, coneguda com a "Instructiones", conté documents religiosos de diversos tipus tractats per diversos editors (desconeguts), incloent-hi les cartes que Angela envia als seus fills espirituals.

## Obres
- Angela da Foligno, Lettere e pensieri, Introducció, traducció i notes de Sergio Andreoli, I edizione, Edizioni San Paolo, Cinisello Balsamo (Milano), 1998
- Angela da Foligno, Il libro, Introducció, traducció i notes de Sergio Andreoli, III edizione, Edizioni San Paolo, Cinisello Balsamo (Milano), 2004
- IL "LIBER" DELLA BEATA ANGELA DA FOLIGNO, edició en facsímil i trascripció del ms.342 de la Biblioteca Comunale di Assisi, con quatre acadèmics (Attilio Bartoli Langeli, Massimiliano Bassetti, Enrico Menestò, Francesco Verderosa), a cura di Enrico Menestò, Spoleto, 2009
- Angela da Foligno, Il Libro, Introducció, traducció i notes de Salvatore Aliquò, IV edizione riveduta e corretta da Sergio Andreoli, Città Nuova Editrice, Roma, 2009